# Ford France

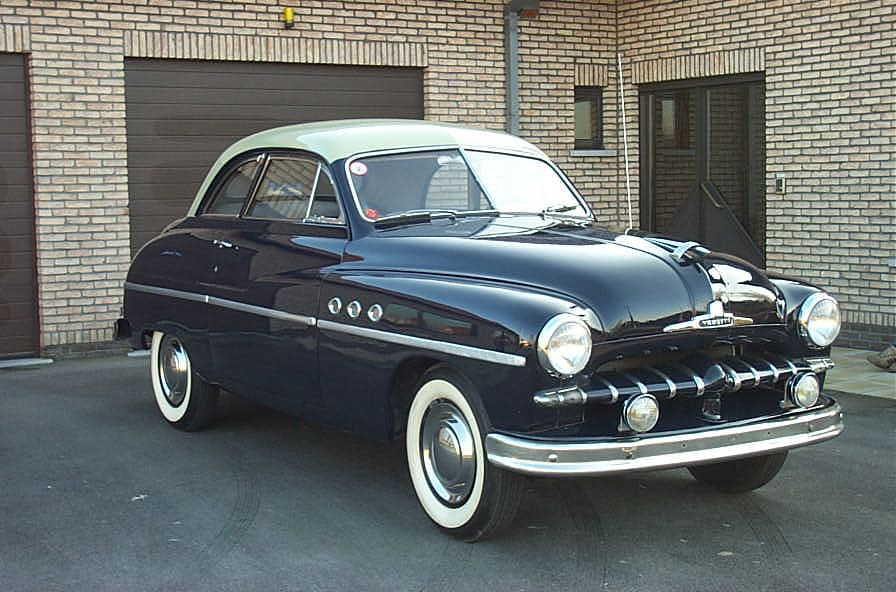
Ford Vedette Coupé 1950

Ford France och tidigare Ford SAF (Ford Société Anonyme Française) är Fords franska verksamhet. Bolaget tillverkade Ford-bilar 1916–1954 och är sedan 1954 importör för Ford. Tillverkningen i Poissy såldes 1954 till Simca.